# Eduard Angerer

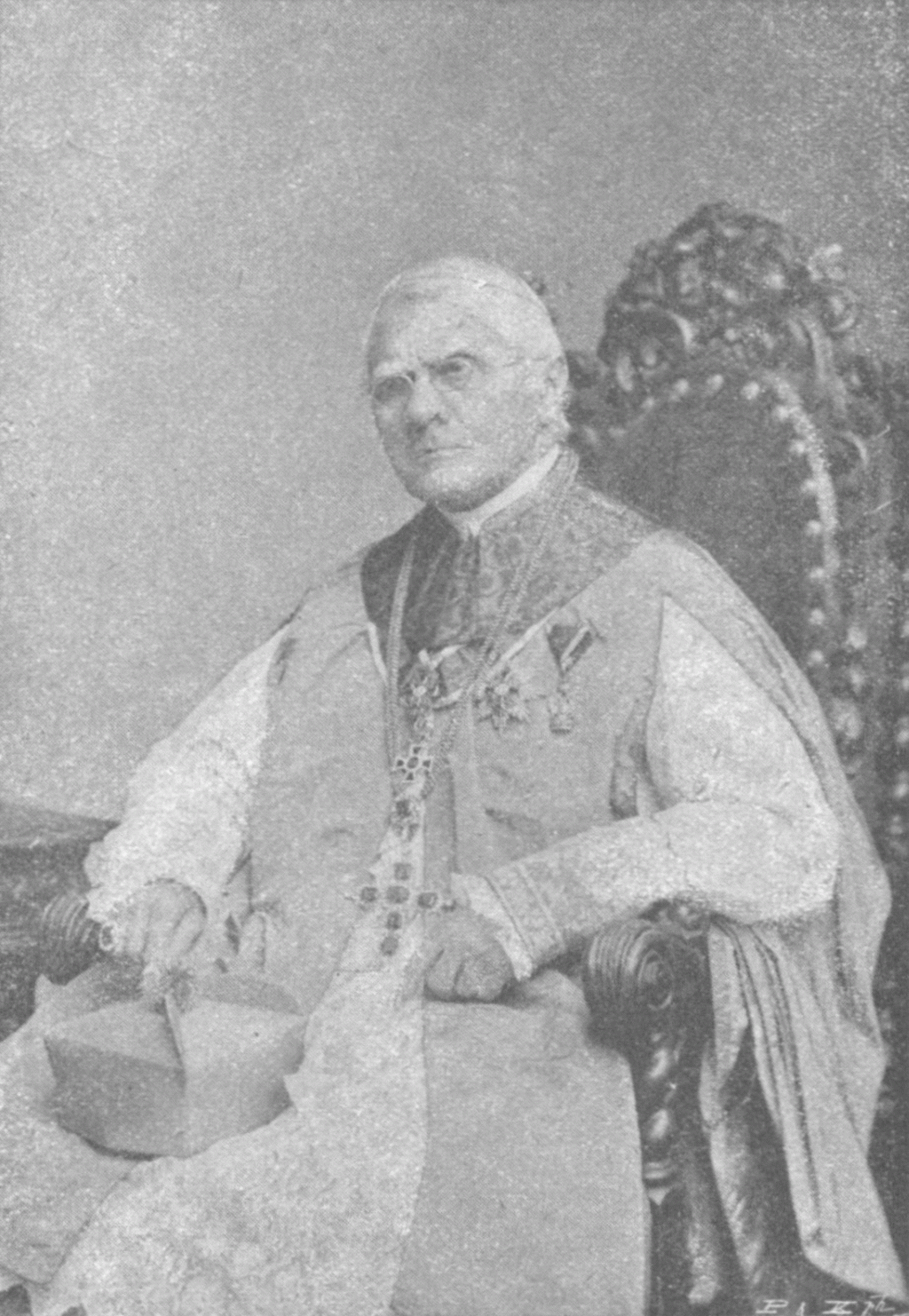
Angerer, 1898

Eduard Angerer (* 7. Dezember 1816 in Leopoldstadt, Wien, Kaisertum Österreich; † 22. August 1898 in Wien, Österreich-Ungarn) war ein österreichischer Geistlicher.
Angerer war der Sohn des Schuhmachers Aloys Angerer und seiner Frau Elisabet Angerer, geb. Simon. Nach der Matura studierte er an der Universität Wien. Am 19. Juli 1841 wurde er zum Diakon und am 24. Juli 1841 wurde er zum Priester geweiht. Anschließend wirkte er als Kooperator in Brunn am Gebirge und ab 1841 als Zeremoniär und Sekretär der Erzbischöfe Vincenz Eduard Milde und Joseph Othmar von Rauscher. 1851 wurde er Konsistorialrat und war von 1852 bis 1855 Protokollführer für die Verhandlung für das Konkordat von 1855. 1862 wurde er Domkapitular und 1870 Stadtdechant. 1876 wurde er unter Erzbischof Johann Rudolf Kutschker Generalvikar und blieb es unter den Erzbischöfen Cölestin Josef Ganglbauer und Anton Josef Gruscha bis 1897.

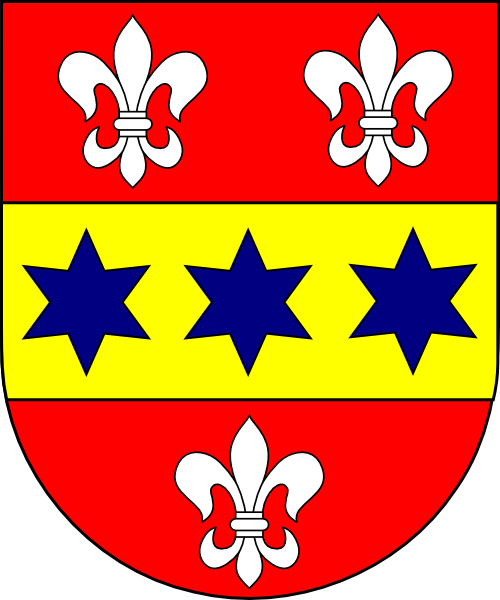
Wappen

Papst Leo XIII. ernannte ihn am 26. Juli 1876 zum Weihbischof in Wien und Titularbischof von Alalis. Am 16. Juli 1876 weihte ihn Johann Rudolf Kutschker, Erzbischof von Wien, zum Bischof. Mitkonsekratoren waren Franz Joseph Rudigier, Bischof von Linz, und Matthäus Binder, Bischof von Sankt Pölten. Während der Sedisvakanz 1881 und 1889 war Angerer Kapitularvikar. 1890 wurde er Dompropst. Am 26. Juni 1890 wurde er vom Papst zum Titularerzbischof von Selymbria ernannt.
Er war Ehrenmitglied der katholischen Studentenverbindung KÖStV Austria Wien.

## Auszeichnungen (Auszug)
- 1855 erhielt er den Orden der Eisernen Krone III. Klasse.